# MTV Europe Music Awards 2009

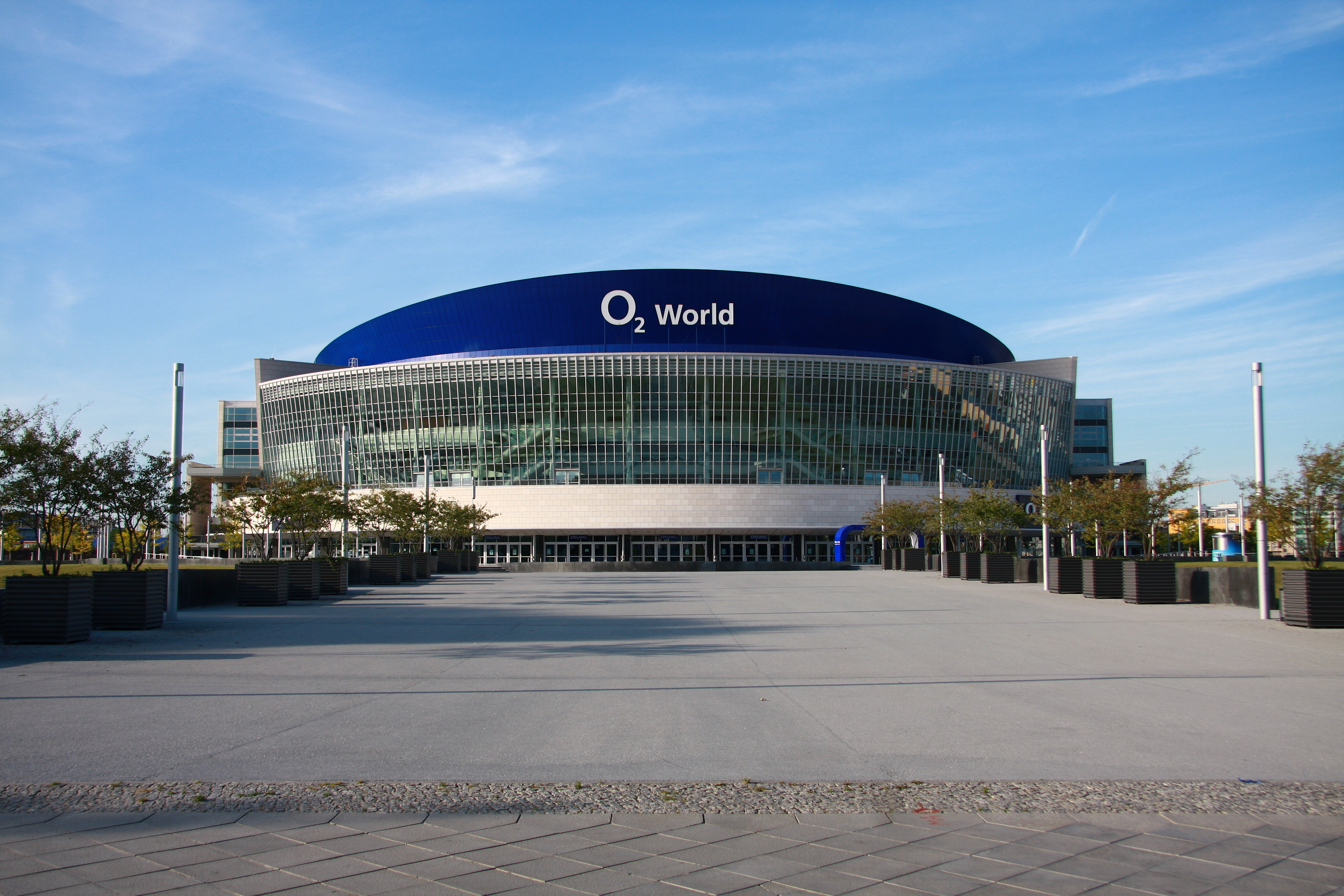
L'O2 World : lieu de la cérémonie

Les MTV Europe Music Awards 2009 ont eu lieu le 5 novembre 2009 à Berlin en Allemagne à l'O2 World. La cérémonie est comme l'année précédente présentée par Katy Perry alors que Pete Wentz est le présentateur numérique. Les nominations ont été annoncées le 21 septembre 2009 et celle pour les awards régionaux l'ont été le 1er septembre 2009. C'est la quatrième année que les MTV Europe Music Awards sont décernées en Allemagne.

## Chanteurs
- Katy Perry - "Best Song Category" Medley (I Gotta Feeling / When Love Takes Over / Use Somebody / Halo / Poker Face) - intro
- Green Day — "Know Your Enemy" / "Minority" - ouverture
- Beyoncé — "Sweet Dreams"
- Jay-Z — "Empire State of Mind"
- Foo Fighters — "Wheels" / "All My Life"
- U2 — "One" / "Magnificent" - en direct depuis la porte de Brandebourg
- Shakira — "Did It Again"
- Tokio Hotel  — "World Behind My Wall"
- Leona Lewis — "Happy"
- U2 & Jay-Z - "Sunday Bloody Sunday" - fermeture en direct depuis la porte de Brandebourg

## Présentateurs
- Asia Argento
- Backstreet Boys
- David Guetta
- / Jean Reno
- Juliette Lewis
- Miranda Cosgrove
- Monica Bellucci
- Joko Winterscheidt (MTV VJ Host of MTV EMA Live @ the Red Carpet)
- Joss Stone (Host of MTV EMA Live @ the Red Carpet)
- Bar Refaeli
- Boris Becker
- Brody Jenner
- Jonas Brothers
- Batista
- David Hasselhoff
- Lil Kim
- / Wladimir Klitschko
- Jesse Metcalfe

## Awards internationaux

### Meilleure chanson
- Beyoncé — "Halo"
- Black Eyed Peas — "I Gotta Feeling"
- David Guetta feat.  Kelly Rowland — "When Love Takes Over"
- Kings of Leon — "Use Somebody"
- Lady Gaga — "Poker Face"

### Meilleure vidéo
- Beyoncé — "Single Ladies (Put a Ring on It)"
- Britney Spears — "Circus"
- Eminem — "We Made You"
- Katy Perry —  "Waking Up in Vegas"
- Shakira — "She Wolf"

### Meilleure artiste féminine
- Beyoncé
- Katy Perry
- Lady Gaga
- Leona Lewis
- Shakira

### Meilleur artiste masculin
- Eminem
- Jay-Z
- Kanye West
- / Mika
- Robbie Williams

### Meilleur groupe
- Black Eyed Peas
- Green Day
- Jonas Brothers
- Kings of Leon
- Tokio Hotel

### Révélation 2009
- Daniel Merriweather
- La Roux
- Lady Gaga
- Pixie Lott
- Taylor Swift

### Meilleur artiste rock
- Foo Fighters
- Green Day
- Kings of Leon
- Linkin Park
- U2

### Meilleur artiste alternatif
- Muse
- Paramore
- Placebo
- The Killers
- The Prodigy

### Meilleur artiste hip hop
- Ciara
- Eminem
- Jay-Z
- Kanye West
- T.I.

### Meilleur concert
- Beyoncé
- Green Day
- Kings of Leon
- Lady Gaga
- U2

### Meilleur concert World Stage
- Coldplay
- Kid Rock
- Kings of Leon
- Lady Gaga
- Linkin Park

### Meilleur artiste européen
- Deep Insight
- Lost (en)
- Doda
- Dima Bilan
- maNga

### Meilleur artiste MTV PUSH
- Daniel Merriweather
- Hockey
- La Roux
- Little Boots
- Metro Station
- Pixie Lott
- The Veronicas
- White Lies

## Awards régionaux

### Meilleur artiste Royaume-Uni & Irlande
- Florence and the Machine
- La Roux
- Pixie Lott
- The Saturdays
- Tinchy Stryder

### Meilleur artiste allemand
- Jan Delay
- Peter Fox
- Silbermond
- Söhne Mannheims
- Sportfreunde Stiller

### Meilleur artiste danois
- Dúné
- Jooks
- L.O.C.
- Medina
- Outlandish

### Meilleur artiste finlandais
- Apulanta
- Cheek
- Deep Insight
- Disco ensemble
- Happoradio

### Meilleur artiste norvégien
- Donkeyboy
- Maria Mena
- Paperboys
- Röyksopp
- Yoga Fire

### Meilleur artiste suédois
- Adiam Dymott
- Agnes
- Darin
- Mando Diao
- Promoe

### Meilleur artiste italien
- Giusy Ferreri
- J-Ax
- Lost (en)
- Tiziano Ferro
- Zero Assoluto

### Meilleur artiste néerlandais et belge
- Alain Clark
- The Black Box Revelation
- Esmée Denters
- Fedde le Grand
- Milow

### Meilleur artiste français
- David Guetta
- Olivia Ruiz
- Orelsan
- Rohff
- Sliimy

### Meilleur artiste polonais
- Afromental
- Ania Dąbrowska
- Doda
- Ewa Farna
- Jamal

### Meilleur artiste espagnol
- Fangoria
- Macaco
- Nena Daconte
- Russian Red
- We Are Standard

### Meilleur artiste russe
- Centr
- Dima Bilan
- Kasta
- Sergey Lazarev
- Timati

### Meilleur artiste roumain
- David Deejay feat. Dony
- Inna
- Puya feat. George Hora
- Smiley
- Tom Boxer feat. Jay

### Meilleur artiste portugais
- Buraka Som Sistema Catégorie: Musique Électronique/Hip Hop
- David Fonseca Catégorie: Pop/Rock
- Os Pontos Negros Catégorie: Pop/Rock
- X-Wife Catégorie:Rock/Musique Électronique
- Xutos & Pontapés Catégorie:Pop/rock

### Meilleur artiste adriatique
- Darkwood Dub
- Dubioza Kolektiv
- Elvis Jackson
- Lollobrigida Girls
- Superhiks

### Meilleur artiste baltique
- Chungin & the Cats of Destiny
- DJ Ella
- Flamingo (groupe)
- Leon Somov & Jazzu
- Popidiot

### Meilleur artiste arabe
- Amr Mostafa
- Darine Hadchiti
- Joe Ashkar
- Ramy Sabry
- Rashed Al-Majed

### Meilleur artiste hongrois
- Esclin Syndo
- The Idoru
- The Kolin
- The Moog
- Zagar

### Meilleur artiste turc
- Atiye Deniz
- Bedük
- Kenan Doğulu
- maNga
- Nil Karaibrahimgil

### Meilleur artiste ukrainien
- Antytila
- Druga Rika
- Green Grey
- KAMON!!!
- Lama

### Meilleur artiste grec
- Helena Paparizou
- Monika
- Matisse
- Onirama
- Professional Sinnerz

### Meilleur artiste israélien
- Asaf Avidan & the Mojos
- Assaf Amdursky
- Infected Mushroom
- Ninet Tayeb
- Terry Poison

### Meilleur artiste suisse
- Lovebugs
- Phenomden
- Ritschi
- Seven
- Stress